# Paracycling-Straßeneuropameisterschaften
Die Paracycling-Straßeneuropameisterschaften sind die jährlich durch den Europäischen Radsportverband UEC durchgeführten europäischen Titelkämpfe im Paracycling auf der Straße. 

## Geschichte
2018 hatte die UEC die Einrichtung einer Kommission für Paracycling sowie die Ausrichtung von Europameisterschaften beschlossen. Da in Oberösterreich schon seit mehreren Jahren Paracycling-Rundfahrten organisiert worden waren, erhielt die Region den Zuschlag für die ersten beiden Austragungen 2021 und 2022. Die Austragung von 2023 fand im Rahmen der ersten European Para Championships, einer Multisport-Veranstaltung im Behindertensport, im niederländischen Rotterdam statt. 

## Wettkampfprogramm
Auf dem Programm stehen Straßenrennen und Einzelzeitfahren für alle derzeit 13 Paracycling-Leistungsklassen, jeweils für Männer und Frauen. Dazu kommt seit 2022 eine Handbike-Staffel, womit das Wettkampfprogramm identisch zu dem der Paracycling-Straßenweltmeisterschaften ist.

## Austragungsorte
Bisher gab es folgende Austragungen:
- 2021:  Oberösterreich (3.–6. Juni)
- 2022:  Oberösterreich (25.–29. Mai)
- 2023:  Rotterdam (17.–20. August)